# Maria do Nascimento da Graça Amorim
Maria do Nascimento da Graça Amorim é uma diplomata e política de São Tomé e Príncipe. Após a independência em 12 de julho de 1975, foi nomeada a primeira embaixadora do país na França e em Portugal. Depois, em 1978, foi nomeada Ministra dos Negócios Estrangeiros no governo do Presidente Manuel Pinto da Costa. Este cargo exerceu-o até 1986, quando foi sucedida por Fradique de Menezes. Ela foi descrita como "fogosa e militante".